# Miñagón
Miñagón es un lugar perteneciente a la parroquia de Serandinas, del concejo asturiano de Boal, en España.
Cuenta con una población de 94 habitantes (INE, 2013), y se encuentra a unos 160 m de altura sobre el nivel del mar, en la margen izquierda del río Navia. Dista aproximadamente 6,5 km de la capital del concejo, tomando primero la carretera regional AS-12 en dirección a Navia y posteriormente desviándose por la local de 2.º orden BO-4.